# Coccophagus albiapicella
Coccophagus albiapicella är en stekelart som beskrevs av De Santis 1996. Coccophagus albiapicella ingår i släktet Coccophagus och familjen växtlussteklar. Inga underarter finns listade i Catalogue of Life.